# Євроланцюг

Загальна мапа Євроланцюга (розроблена студентами)

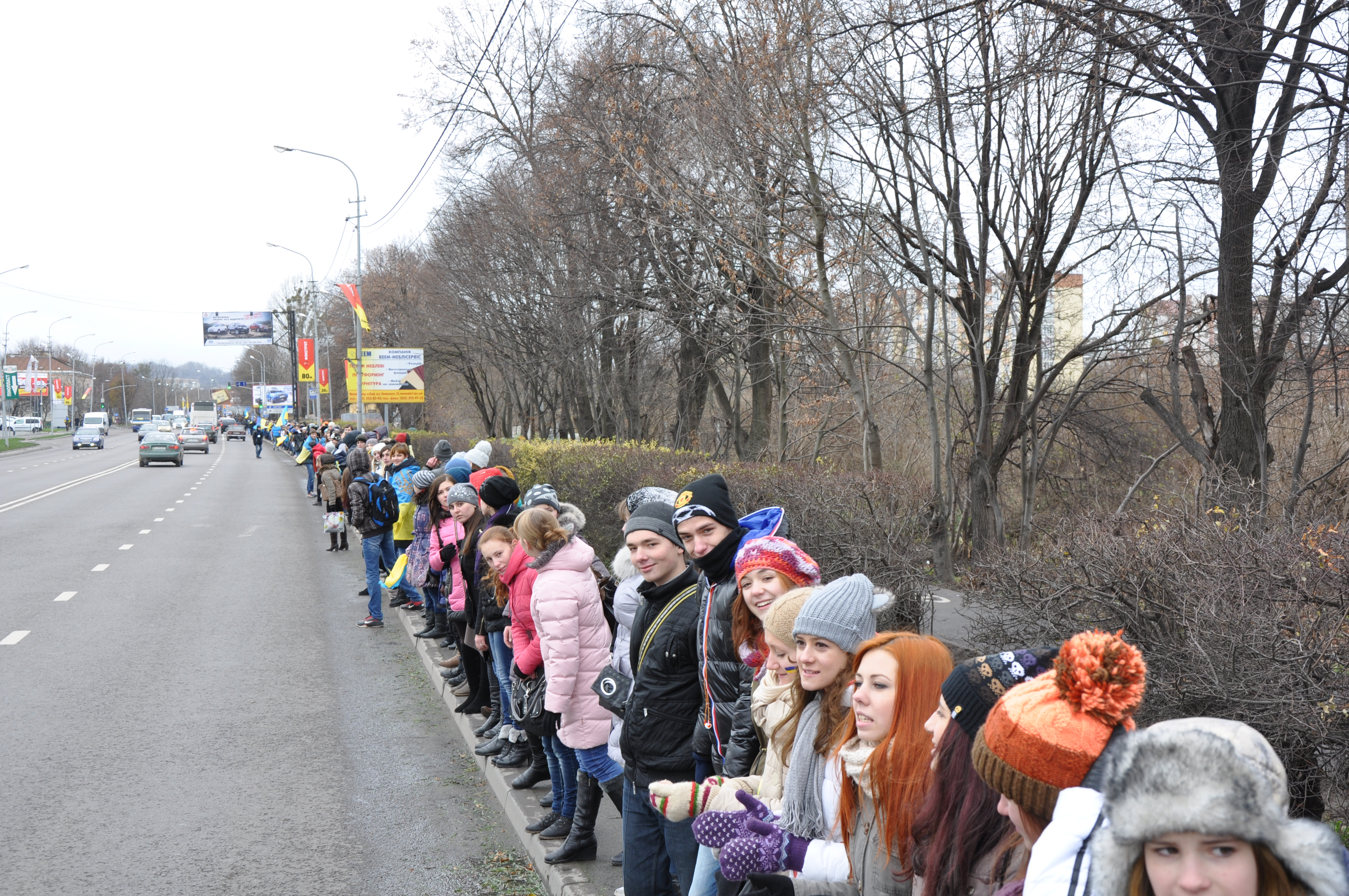
Євроланцюг у Львові

«Євроланцюг» (також «Живий ланцюг до ЄС») — захід, запланований львівськими студентами з метою «поєднання» Києва та Євросоюзу через живий ланцюг.
У соціальній мережі група була заснована студентом - Кавуза Борис.
Кавуза Борис:  Сама ідея проводити захід була дуже спонтанна. І для її втілення була організована група у соціальній мережі "Вконтакте", де за лічені години почала долучатись активна молодь України. До акції долучались і студенти з України у Польщі, де також створювали "Євроланцюг".
Активісти підрахували, що для живого ланцюга маршрутом Київ-Житомир-Рівне-Львів-Перемишль завдовжки 625 км знадобиться близько 520 тисяч осіб.
Акція відбулась в західній Україні 29 листопада 2013 року з 12 до 14 години. Під час формування ланцюга молодь вигукувала: «Україна в Європу!», «Слава Україні!».